# العلاقات الهندية الفيجية
العلاقات الهندية الفيجية هي العلاقات الثنائية التي تجمع بين الهند وفيجي.

## مقارنة بين البلدين
هذه مقارنة عامة ومرجعية للدولتين:
| وجه المقارنة                                              | الهند                       | فيجي                                                                 |
| --------------------------------------------------------- | --------------------------- | -------------------------------------------------------------------- |
| المساحة (كم2)                                             | 3.29 مليون                  | 18.27 ألف                                                            |
| عدد السكان (نسمة)                                         | 1.35 مليار                  | 915.30 ألف                                                           |
| الكثافة السكانية (ن./كم²)                                 | 410.33                      | 50.1                                                                 |
| العاصمة                                                   | نيودلهي                     | سوفا                                                                 |
| اللغة الرسمية                                             | اللغة الهندية، لغة إنجليزية | لغة إنجليزية، اللغة الفيجية، اللغة الفيجي الهندية، اللغة الهندستانية |
| العملة                                                    | روبية هندية                 | دولار فيجي                                                           |
| الناتج المحلي الإجمالي (بليون دولار)                      | 2.60 تريليون                | 5.06 مليار                                                           |
| الناتج المحلي الإجمالي (تعادل القوة الشرائية) بليون دولار | 8.00 تريليون                | 8.32 مليار                                                           |
| الناتج المحلي الإجمالي الاسمي للفرد دولار أمريكي          | 1.60 ألف                    | 4.96 ألف                                                             |
| الناتج المحلي الإجمالي للفرد دولار أمريكي                 | 5.70 ألف                    | 8.79 ألف                                                             |
| مؤشر التنمية البشرية                                      | 0.609                       | 0.727                                                                |
| رمز المكالمات الدولي                                      | +91                         | +679                                                                 |
| رمز الإنترنت                                              | .in، .भारत ‏، .بھارت ‏،        | .fj                                                                  |
| المنطقة الزمنية                                           | ت ع م+05:30، توقيت الهند    | ت ع م+12:00                                                          |

## منظمات دولية مشتركة
يشترك البلدان في عضوية مجموعة من المنظمات الدولية، منها:
| علم المنظمة | اسم المنظمة                        | تاريخ انضمام الهند | تاريخ انضمام فيجي |
| ----------- | ---------------------------------- | ------------------ | ----------------- |
|             | يونسكو                             | 4 نوفمبر 1946      | 14 يوليو 1983     |
|             | مؤسسة التمويل الدولية              | 20 يوليو 1956      | 12 يوليو 1979     |
|             | بنك التنمية الآسيوي                | 1966               | 1970              |
|             | منظمة حظر الأسلحة الكيميائية       | ?                  | ?                 |
|             | مؤسسة التنمية الدولية              | 24 سبتمبر 1960     | 29 سبتمبر 1972    |
|             | منظمة التجارة العالمية             | 1995               | ?                 |
|             | وكالة ضمان الاستثمار متعدد الأطراف | 6 يناير 1994       | 24 سبتمبر 1990    |
|             | الاتحاد البريدي العالمي            | ?                  | ?                 |
|             | الاتحاد الدولي للاتصالات           | 1869               | 5 مايو 1971       |
|             | منظمة الشرطة الجنائية الدولية      | ?                  | ?                 |
|             | الأمم المتحدة                      | 30 أكتوبر 1945     | 13 أكتوبر 1970    |
|             | البنك الدولي للإنشاء والتعمير      | 27 ديسمبر 1945     | 28 مايو 1971      |
|             | المنظمة الهيدروغرافية الدولية      | ?                  | ?                 |

## أعلام
هذه قائمة لبعض الشخصيات التي تربطها علاقات بالبلدين:
- الفين سينج (لاعب كرة قدم فيجي، 9 يونيو 1988[22] – )
- جاك رام (لاعب رغبي تونغاني، 14 يناير 1987 – )
- دينيش تشاند (لاعب غولف فيجي، 6 فبراير 1972 – )
- روي كريشنا (لاعب كرة قدم فيجي، 30 أغسطس 1987 – )
- ريشي رام (دبلوماسي فيجي، 1952 – )
- ساليش كومار (لاعب كرة قدم فيجي، 28 يوليو 1981[23] – )

## وصلات خارجية
- موقع وزارة الخارجية الهندية
- موقع وزارة الخارجية الفيجية